# سی و ششمین دولت اسرائیل
سی و ششمین دولت اسرائیل (انگلیسی: Thirty-sixth government of Israel) کابینهٔ دولت سابق اسرائیل است که در ۱۳ ژوئن ۲۰۲۱ و پس از انتخابات پارلمانی ۲۰۲۱ اسرائیل تشکیل شد.
در ۲ ژوئن ۲۰۲۱، یک توافق ائتلافی میان احزاب یش عتید، آبی و سفید، یامینا، حزب کار، اسرائیل خانه ما، امید نو و فهرست متحد عربی به امضا رسید.
انتظار می‌رود که این دولت در طول مدت فعالیت خود دارای دو نخست‌وزیر باشد. به‌عبارت دیگر، تحت یک توافق چرخشی، نفتالی بنت از حزب یامینا تا سپتامبر ۲۰۲۳ نخست‌وزیر این کشور خواهد بود و سپس این سمت را به یائیر لاپید از حزب یش عتید واگذار خواهد کرد و لاپید نیز تا نوامبر ۲۰۲۵ به‌عنوان نخست‌وزیر اسرائیل باقی خواهد ماند. علاوه بر این، یامینا و یش عتید به‌ترتیب به چهارمین و پنجمین احزابی تبدیل خواهند شد که هدایت یکی از دولت‌های اسرائیل را بر عهده می‌گیرند – پس از ماپای/حزب کار (۱۹۴۸–۱۹۷۷؛ ۱۹۸۴–۱۹۸۶؛ ۱۹۹۲–۱۹۹۶؛ ۱۹۹۹–۲۰۰۱)، لیکود (۱۹۷۷–۱۹۸۴؛ ۱۹۸۶–۱۹۹۲؛ ۱۹۹۶–۱۹۹۹؛ ۲۰۰۱–۲۰۰۵؛ ۲۰۰۹–۲۰۲۱) و کادیما (۲۰۰۵–۲۰۰۹).
این دولت، نخستین دولت اسرائیل است که شامل یک حزب اسرائیلی عرب به‌عنوان یکی از اعضای رسمی ائتلاف حاکم می‌شود. علاوه بر این، این دولت پس از دولت چرخشی نتانیاهو-گانتس نخستین دولت اسرائیل است که تحت یک سامانهٔ خودکار و الزام‌آور از نظر قانونی برای تعویض جایگاه نخست‌وزیر فعالیت می‌کند. رای‌گیری اعطای مقام در کنست در ۱۳ ژوئن ۲۰۲۱ انجام شد. پس از این رأی‌گیری، بنت به‌عنوان سیزدهمین نخست‌وزیر اسرائیل سوگند خورد و لاپید نیز به‌عنوان نخست‌وزیر جایگزین منصوب شد.

## اعضای کابینه

### وزیران
تا ۱۲ ژوئن ۲۰۲۱، افراد زیر به‌عنوان اعضای دولت بنت و لاپید در نیمهٔ اول فعالیت دولت چرخشی، به پارلمان اسرائیل معرفی شده‌اند.
| مقام                                                              | وزیر                | حزب | حزب             |
| ----------------------------------------------------------------- | ------------------- | --- | --------------- |
| نخست‌وزیر وزیر امور اجتماعی                                        | نفتالی بنت          |     | یامینا          |
| نخست‌وزیر جایگزین اسرائیل وزیر امور خارجه                          | یائیر لاپید         |     | یش عتید         |
| معاون نخست‌وزیر وزیر دفاع                                          | بنی گانتس           |     | آبی و سفید      |
| معاول نخست‌وزیر وزیر دادگستری                                      | گیدون سعار          |     | امید نو         |
| وزیر کشاورزی و توسعه روستایی وزیر توسعه مناطق حاشیه‌ای، نگب و جلیل | اودد فورر           |     | اسرائیل خانه ما |
| وزیر عالیه و ادغام                                                | پنینا تامانو شاتا   |     | آبی و سفید      |
| وزیر ارتباطات                                                     | یوئاز هندل          |     | امید نو         |
| وزیر مسکن و ساختمان وزیر میراث و امور اورشلیم                     | Ze'ev Elkin         |     | امید نو         |
| وزیر فرهنگ و ورزش                                                 | هیلی تراپر          |     | آبی و سفید      |
| وزیر امور خارج‌نشینان                                              | نچمان شای           |     | کار             |
| وزیر اقتصاد                                                       | اورنا بربیوای       |     | یش عتید         |
| وزیر آموزش                                                        | عفت شاشا بیتن       |     | امید نو         |
| وزیر حفاظت از محیط زیست                                           | تمار زندبرگ         |     | میرتس           |
| وزیر دارایی                                                       | آویگدور لیبرمن      |     | اسرائیل خانه ما |
| وزیر در وزارت دارایی                                              | حامد عمار           |     | اسرائیل خانه ما |
| وزیر بهداشت                                                       | نیتزان هورویتس      |     | میرتس           |
| وزیر اطلاعات                                                      | الازار استرن        |     | یش عتید         |
| وزیر کشور                                                         | آیلت شاکد           |     | یامینا          |
| وزیر کار، امور اجتماعی و خدمات اجتماعی                            | مایر کوهن           |     | یش عتید         |
| وزیر زیرساخت‌های ملی، انرژی و آب                                   | کارین الهارار       |     | یش عتید         |
| وزیر امنیت داخلی                                                  | عمر بار-لو          |     | کار             |
| وزیر تعاون منطقه‌ای                                                | اسیاوی فرج          |     | میرتس           |
| وزیر امور مذهبی                                                   | ماتان کاهانا        |     | یامینا          |
| وزیر علوم و فناوری                                                | اوریت فارکاش-هاکوهن |     | آبی و سفید      |
| وزیر امور اسکان                                                   | Nir Orbach          |     | یامینا          |
| وزیر برابری اجتماعی                                               | میراو کوهن          |     | یش عتید         |
| وزیر گردشگری                                                      | یوئل یازوزوف        |     | یش عتید         |
| وزیر ترابری                                                       | مراف میکائیل        |     | کار             |